# Orangerie Meuselwitz

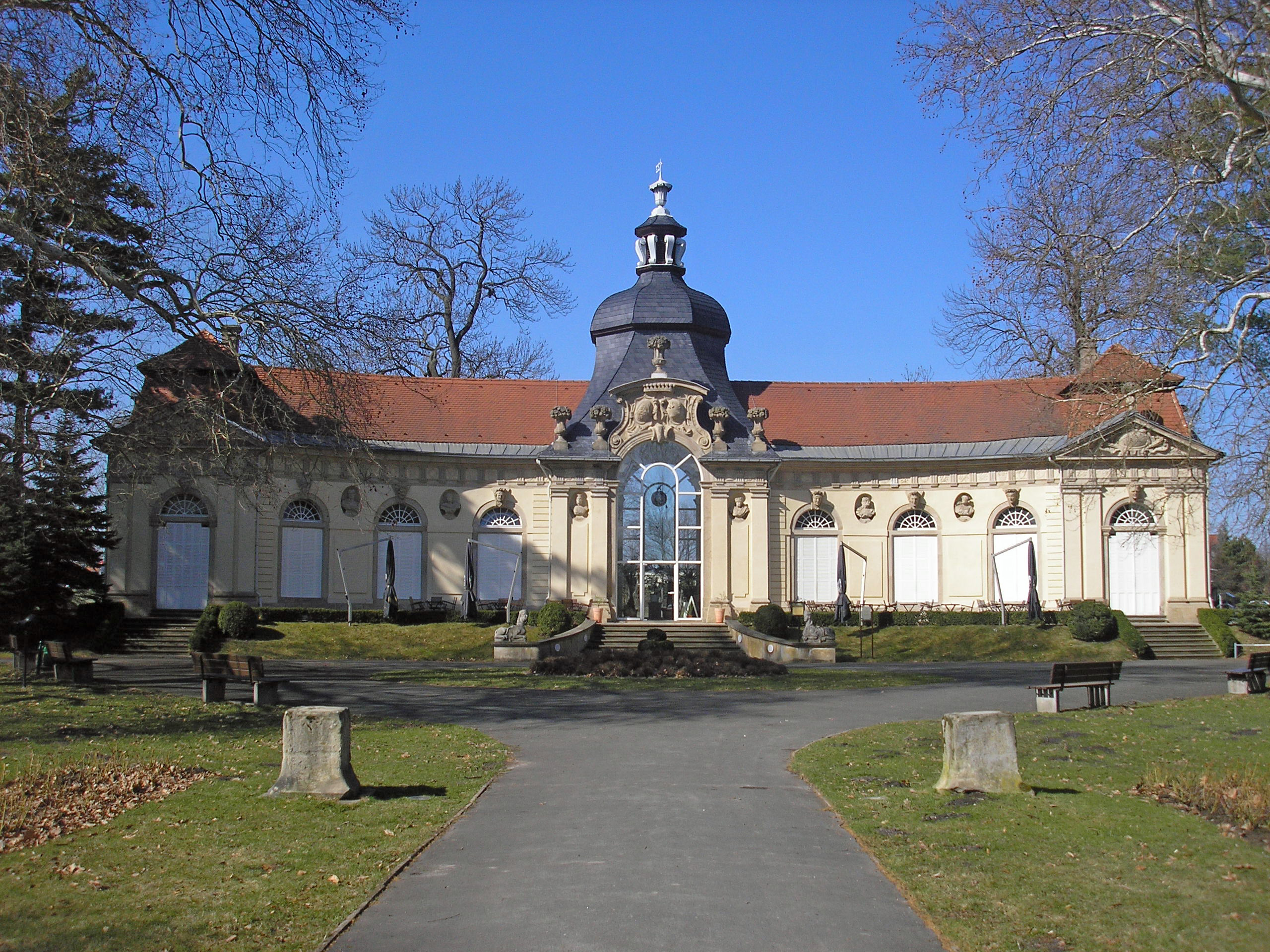
Die Orangerie Meuselwitz

Die Orangerie Meuselwitz ist ein historisches Gebäude im hinteren Teil des ehemaligen Schlossparks, heute Von-Seckendorff-Park, in der Stadt Meuselwitz im Landkreis Altenburger Land in Thüringen.

## Baubeschreibung
Der etwa 40 Meter lange Baukörper weist einen flachbogigen Grundriss auf und wird an beiden Enden von in der Höhe leicht betonten Bauteilen abgeschlossen, die nach hinten über den Längsbau hinausragen und durch je vier Lisenen und einen Dreiecksgiebel strukturiert sind. In den je drei Fensterachsen zwischen dem Mittel- und den Randteilen sind über und zwischen den bis zum Boden reichenden Bogenfenstern insgesamt 12 Porträtbüsten von Männern und Frauen mit unterschiedlichem Gesichtsausdruck angebracht.
Der schmuckreiche Mittelteil weist, von vier Lisenen begrenzt, ein überhöhtes verglastes Portal auf, dessen Supraporte von einem Wappenstein gebildet und von Blumenvasenplastiken gerahmt wird. Das Portal besitzt ein gleich großes Gegenstück auf der Rückseite. Der Mittelteil des Gebäudes mündet in eine geschweifte und gestufte barocke Haube, die von einer Laterne mit Vasenaufsatz gekrönt wird.
Im Mittelteil des Gebäudes befindet sich ein runder Pavillon. In den Nischen der Rotunde stehen Standbilder der vier Jahreszeiten. Von diesem Mittelbau gehen die Räume nach beiden Flügeln ab.
Die Orangerie liegt am Ende einer Achse des Von-Seckendorff-Parks. Sockelsteine, allerdings noch ohne Statuen, flankieren den Weg zu der zum Mittelpavillon führenden Treppe, die von zwei Sphinxen gesäumt wird.

## Geschichte
Die Orangerie ist der letzte noch erhaltene Teil des Schlosskomplexes, der zunächst im 16. Jahrhundert aus einer Wasserburg entstand, 1676 in den Besitz der Familie von Seckendorff kam und neu errichtet wurde. Unter Reichsgraf Friedrich Heinrich von Seckendorff kam es von 1724 bis 1724 zu umfangreichen Erweiterungen. In diesem Zusammenhang wurde in dem bereits 1709 im französisch-holländischen Stil entstandenen Schlosspark die barocke Orangerie erbaut. Die Entwürfe stammen von dem kursächsischen Landesbaumeister David Schatz. Die bauliche Ausführung übernahm wahrscheinlich der Altenburger Baufachmann Johann Georg Hellbrunn, der auch die Schlosserweiterungen ausführte.
Schloss und Park samt Orangerie wurden von der gehobenen Gesellschaft besucht. Die prominentesten Gäste waren August der Starke und König Friedrich Wilhelm I. von Preußen. Bauähnlichkeiten lassen vermuten, dass die Orangerie Vorlage für die 1745 nach Plänen Friedrichs II. entstandene erste Baustufe von Schloss Sanssouci gedient haben könnte.
Bei dem Bombenangriff auf Meuselwitz am 20. März 1945 brannte auch die Orangerie aus, ihre Kuppel stürzte 1954 ein. Danach begannen Sicherung und Wiederaufbau der Orangerie, nachdem das zum Teil erhaltene Schloss völlig abgerissen worden war. 1963 erfolgte auch der Ausbau der Innenräume. 1969 konnte man die Orangerie als Museum und Konzertsaal wieder eröffnen. In der Folgezeit setzte wiederum Verfall ein. In den 1980er Jahren schien das Gebäude dem Verfall preisgegeben zu sein. Nach erfolgter Notsicherung wurde in den Jahren 1991 bis 1998 eine umfassende Sanierung des gesamten Bauwerkes vorgenommen. Seitdem steht das Gebäude mit einem attraktiven Café/Restaurant und einem Festsaal zu kulturell-literarischen Veranstaltungen den Besuchern offen.
Die Meuselwitzer Orangerie ist zusammen mit dem umgebenden Park in der Liste der Kulturdenkmale in Meuselwitz der Wikipedia eingetragen.

## Impressionen

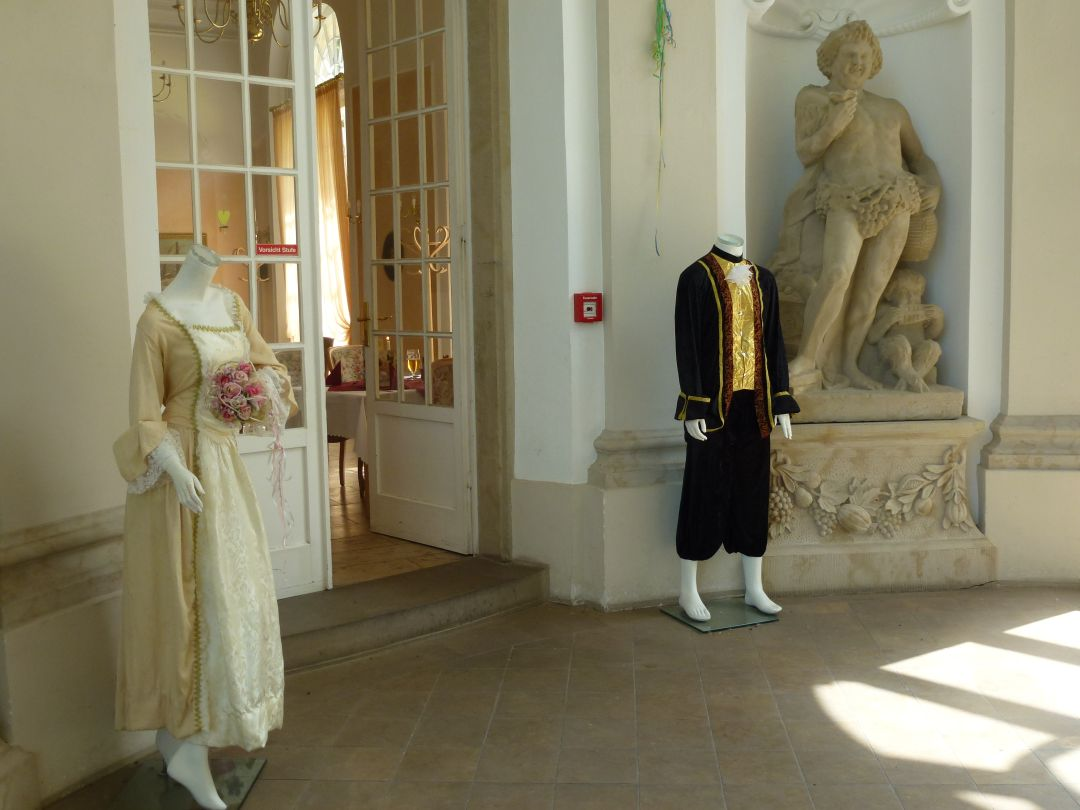
Interieur der Orangerie
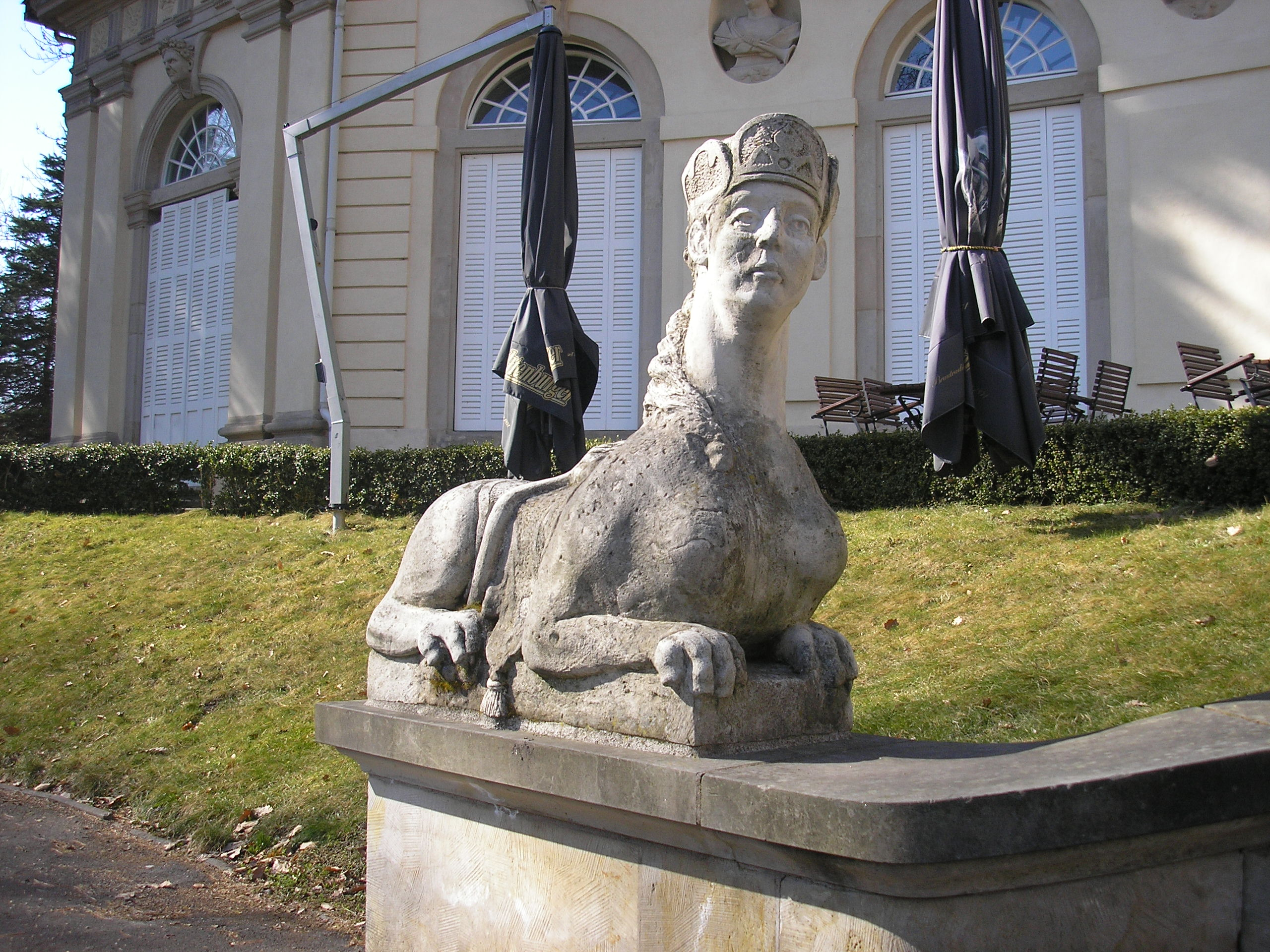
Sphinx am Treppenaufgang
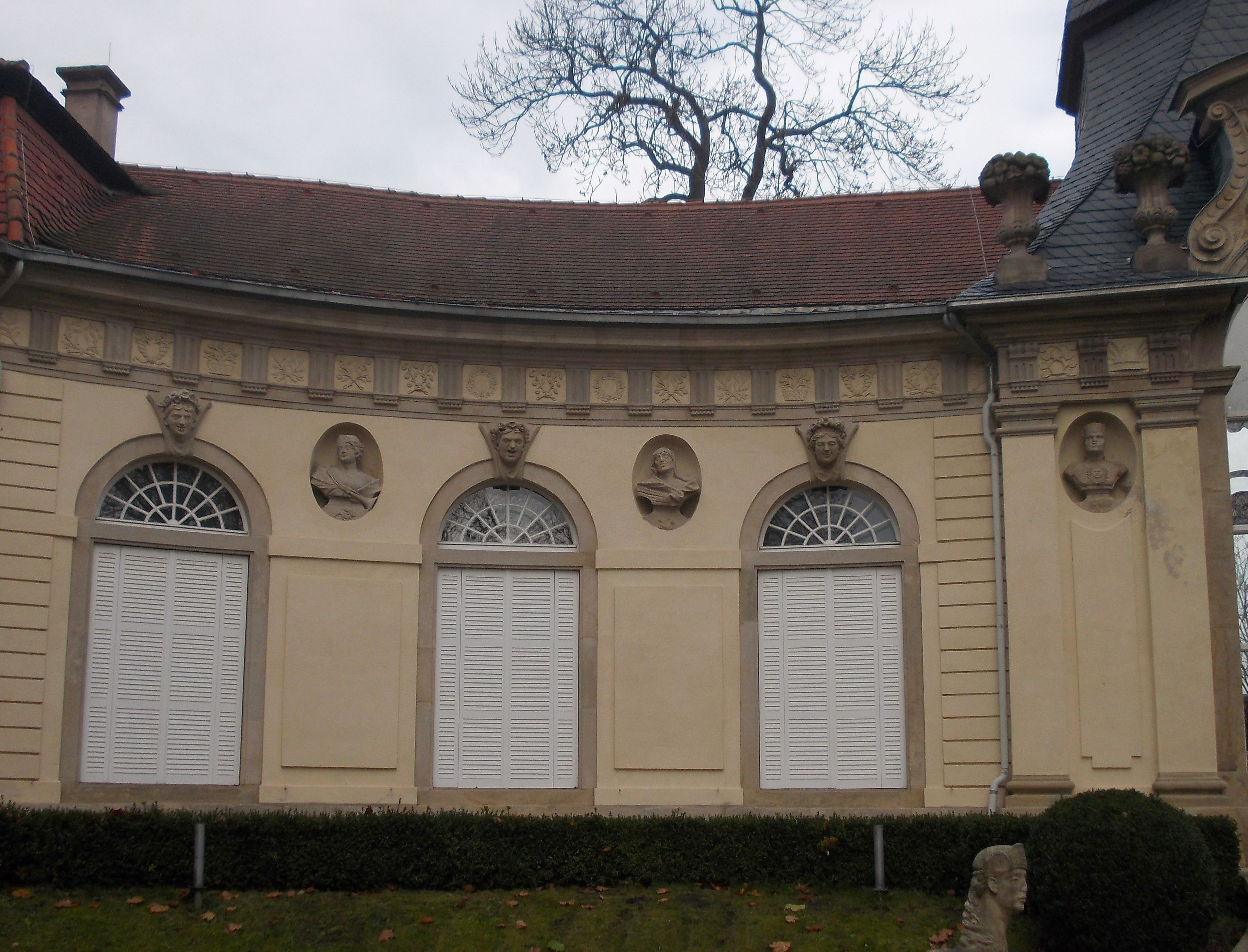
Mittelteil eines Seitenflügels
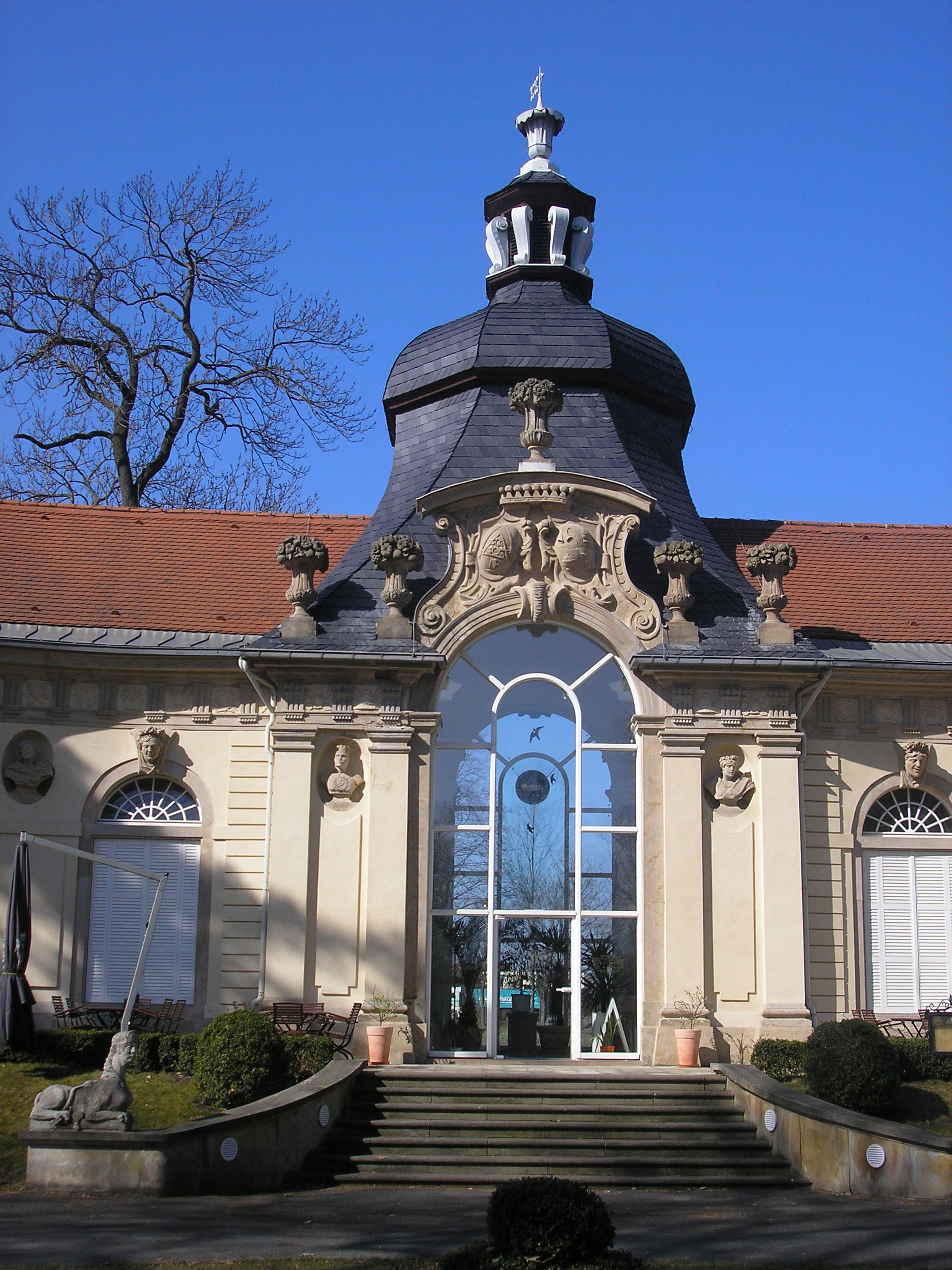
Mittelteil der Orangerie
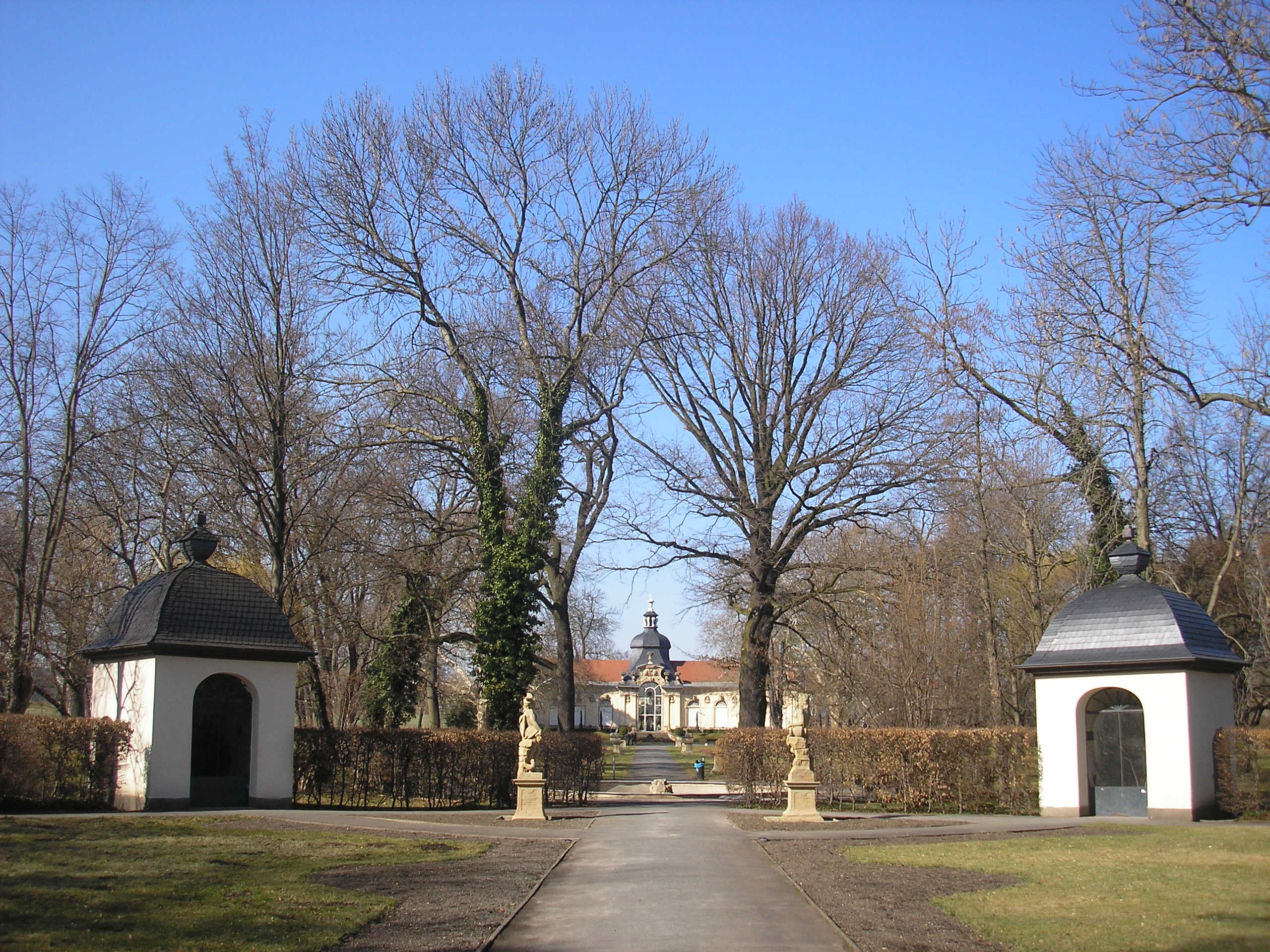
Eingang zum Park